# Сторенг, Мария Хёукос
Мария Хёукос Миттет (норв. Maria Haukaas Mittet), известная также как Мария Хёукос Сторенг (норв. Maria Haukaas Storeng) — норвежская певица и актриса. Участница норвежского музыкального конкурса «Idol», представительница Норвегии на Евровидении 2008.

## Биография
Мария родилась в городке Финнснес 3 августа 1979. Через несколько месяцев после рождения её семья переехала в Сенью. Первое выступление певицы прошло в одиннадцатилетнем возрасте на сцене «Bryggeteateret» в Осло (1991). Тогда Мария получила одну из главных ролей в мюзикле «Энни». В дальнейшем юная исполнительница неоднократно принимала участие во многих мюзиклах, выступая по всей Норвегии.
В 24 года принимала участие в норвежском музыкальном конкурсе «Idol 2004», но в финале финишировала шестой. После окончания конкурса принимала участие в «Idol Tour 2004» вместе с участниками, оказавшимися в первой десятке лидеров.
Дебютный альбом исполнительницы был выпущен в 2005, и занял 13-е место в норвежских чартах. Сингл «Breathing» стал «золотым» в Норвегии. После этого певица начинает гастрольный тур в поддержку своего альбома.
Второй альбом, «Hold On Be Strong», был выпущен 28 апреля 2008. Заглавная композиция, написанная Мирой Крейг, выиграла «Melodi Grand Prix 2008». Также композиция стала первой по скачиванию в «Norwegian iTunes Store».
На Евровидении певица набрала достаточное количество очков, чтобы оказаться среди финалистов конкурса. В финале (24 мая) её выступление прошло удачно, и она заняла пятое место. В дальнейшем певица стала ведущей «Melodi Grand Prix 2009», а в 2010 снова приняла участие на отборочном конкурсе на Евровидение, но финишировала четвёртой.

## Дискография

### Альбомы
- Breathing (2005)
- Hold on be strong (2008)
- Make my day (2010)
- Lys imot mørketida (2011)
- Heim (2014)

### Синглы
- Breathing (2004)
- Should’ve (2005)
- Nobody knows (2006)
- Hold on be strong (2008)
- Mine All Mine (2008)
- Lazy (2008)
- Killing Me Tenderly (2009)
- Make my day (2010)
- Precious to Me (2010)
- Glorious (2011)